# Sanguiniker

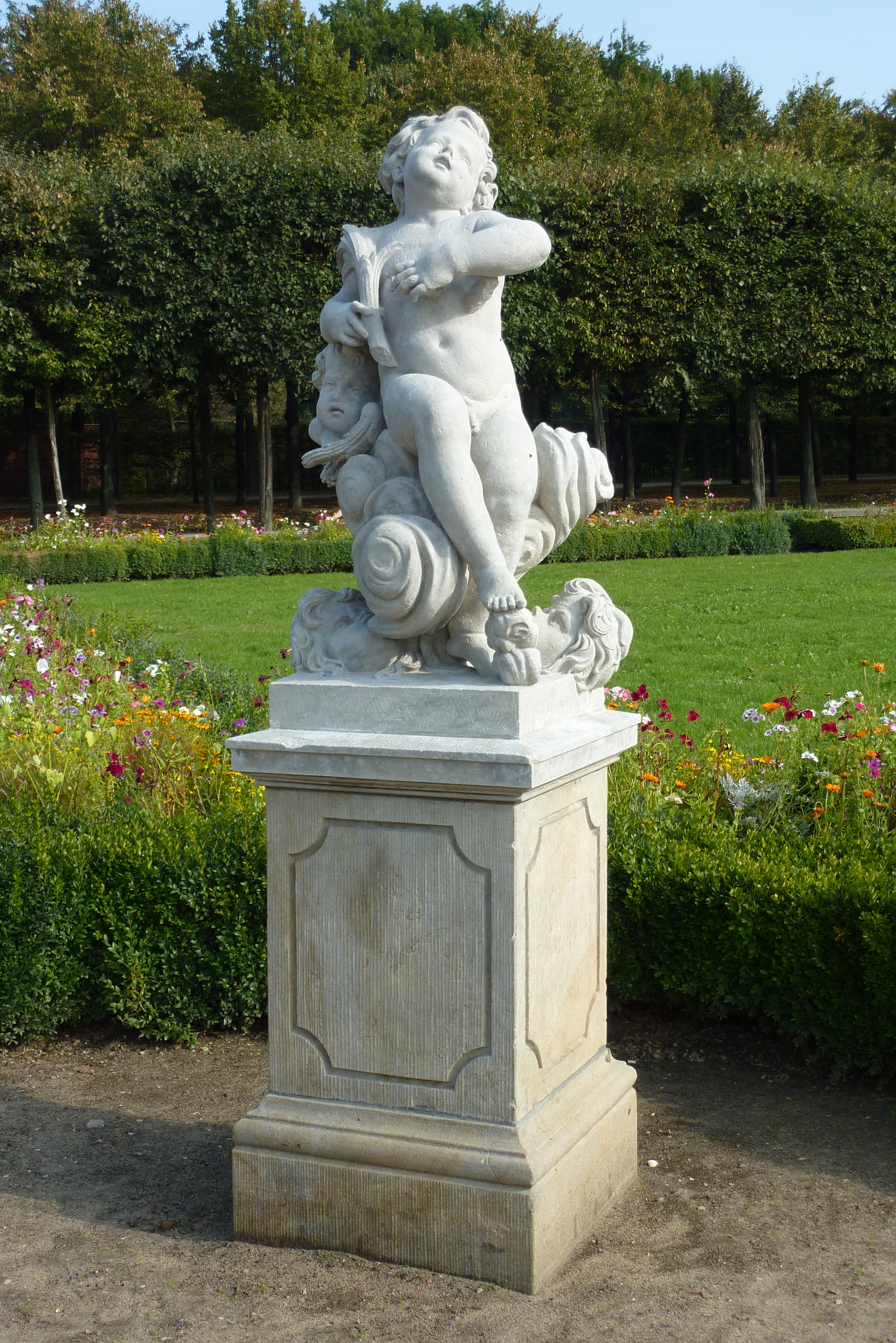
Sanguiniker (als Skulptur) nach Johann Gottfried Knöffler

Als Sanguiniker (von lateinisch sanguinicus, „Vollblütler“ bzw. „vollblütig“ im humoralpathologischen Sinn, seit dem 12. Jahrhundert von lateinisch sanguis, „Blut“) wird, ausgehend von der Temperamentenlehre, ein heiterer, lebhafter und leichtsinniger Mensch bezeichnet. Er bildet mit dem Choleriker, Phlegmatiker und Melancholiker die vier Temperamente, die auf der Humoralpathologie beruhen. Beim Sanguiniker überwiegt in der Mischung der vier Körpersäfte (Blut, Gelbe Galle, Schwarze Galle und Schleim) das Blut.
Er wird auch als phantasievoll, gesprächig und optimistisch angesehen. Als negative Eigenschaften werden ihm Unstetigkeit, wenig Skrupel und häufige Exzesse zugeschrieben.
Nach Hans Jürgen Eysenck ist das sanguinische (von lateinisch sanguineus „vollblütig“) Temperament durch die Kombination von emotionaler Stabilität mit Extraversion gekennzeichnet.
Die Entstehung der Charaktereigenschaften eines Menschen wird von der heutigen Persönlichkeitspsychologie allerdings differenzierter beurteilt; an ihrer Ausbildung sind viele andere Faktoren beteiligt.